# Тригонометричне рівняння
Тригонометричне рівняння — рівняння, в якому змінна, яку потрібно визначити, з'являється в аргументі тригонометричних функцій. Під час розв'язування цих рівнянь корисними є співвідношення між тригонометричними функціями, особливо теореми додавання.

## Кількість розв'язків
Завдяки періодичності тригонометричних функцій тригонометричні рівняння зазвичай мають нескінченну кількість розв'язків. Обмежуючи універсум «базовим інтервалом» (наприклад [0,2π] або [0,π]), можна зменшити кількість розв'язків до скінченного числа або описувати розв'язки членом періодичності (наприклад, 2πk або πk).

## Приклад
Тригонометричне рівняння
{\displaystyle \sin \;x=\cos \;x}
можна розв'язати за допомогою співвідношення {\displaystyle \cos x={\sqrt {1-\sin ^{2}\;x}}}. Перетворимо: Піднесемо до квадрата:
{\displaystyle \sin ^{2}\;x=1-\sin ^{2}\;x}
і отримаємо
{\displaystyle 2\cdot \sin ^{2}\;x=1,}
тобто
{\displaystyle \sin \;x=\pm \;{\sqrt {\frac {1}{2}}}}
з розв'язками
{\displaystyle x=45^{\circ }\pm k\cdot 90^{\circ }\quad (k=0,1,2,...)}
або в радіанах
{\displaystyle x={\frac {\pi }{4}}\pm k\cdot {\frac {\pi }{2}}\qquad (k=0,1,2,...).}
Оскільки піднесення до квадрата не є еквівалентним перетворенням, ці розв'язки слід перевірити на початковому рівнянні. Це дає дійсні розв'язки рівняння
{\displaystyle x={\frac {\pi }{4}}\pm 2k\cdot {\frac {\pi }{2}}\qquad (k=0,1,2,...).}